# KZ Возничего
KZ Возничего (лат. KZ Aurigae) — одиночная переменная звезда в созвездии Возничего на расстоянии (вычисленном из значения параллакса) приблизительно 2538 световых лет (около 778 парсеков) от Солнца. Видимая звёздная величина звезды — от менее +16m до +14m.

## Характеристики
KZ Возничего — красная пульсирующая медленная неправильная переменная звезда (LB) спектрального класса M. Эффективная температура — около 3291 К.